# Bari titanat
Bari titanate là hợp chất vô cơ có thành phần gồm nguyên tố bari và nhóm titanate, với công thức hóa học được quy định là BaTiO3. Bari titanate tồn tại dưới dạng là bột màu trắng và tinh thể trong suốt, với kích thước lớn hơn. Hợp chất bari titanate này là một vật liệu gốm sứ sắt, có hiệu ứng chiết quang và các tính chất áp điện. Nó được sử dụng trong tụ điện, đầu dò cơ điện và quang học phi tuyến.

## Sử dụng
Bari titanate là một gốm điện môi được sử dụng cho tụ điện. Gốm BaTiO3 với cấu trúc perovskite có thể có giá trị điện môi cố định cao tới 7.000; các loại gốm khác, như titan dioxide (TiO2), có giá trị từ 20 đến 70. Trong phạm vi nhiệt độ hẹp, giá trị có thể lên đến 15.000; các vật liệu gốm và vật liệu polyme phổ biến nhất ít hơn 10.
Bột bari titanate có độ tinh khiết cao được cho biết là một thành phần quan trọng của hệ thống lưu trữ năng lượng tụ điện bari titanate mới để sử dụng trong xe điện.
Do tính tương hợp cao của chúng, các hạt nano bari titanate (BTNPs) đã được sử dụng gần đây như là các ống nano cho việc phân phối ma túy.

## Xuất hiện tự nhiên
Barioperovskite là một chất tồn tại tự nhiên rất hiếm của BaTiO3, được tìm thấy là vi khuẩn trong benitoit.